# Graham (skotsk släkt)

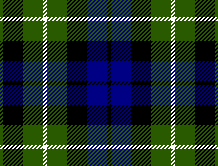
Klanens tartan

Graham är en gammal skotsk klan, av ursprungligen normandisk härkomst, bosatt sedan 1100-talet i de skotska lågländerna, där kung David I av Skottland åt en William de Graham förlänade jordagods.
I Dumbarton och Stirling ägde familjen tidigt stora besittningar. Omkring 1445 upphöjdes Patrick Graham till lord Graham, och hans sonson William Graham blev för sin tapperhet i slaget vid Sauchieburn (1488) belönad med titeln earl av Montrose (1505). Denna gren av ätten erhöll 1644 markis- och 1707 hertiglig värdighet. En sidogren fick 1629 baronetvärdighet, och till denna hörde Richard Graham, viscount Preston, och sir James Graham.
Släkten Graham tillhör fortfarande Skottlands mest kända ätter, och den hertigliga linjens huvudman är en av Skottlands rikaste jordägare (2006).